# Ischyropsalis strandi
Espèce
Synonymes
- Ischyropsalis ruffoi Caporiacco, 1947

Ischyropsalis strandi est une espèce d'opilions dyspnois de la famille des Ischyropsalididae.

## Distribution
Cette espèce est endémique d'Italie. Elle se rencontre en Vénétie et au Trentin-Haut-Adige dans des grottes des Préalpes.

## Description
La femelle holotype mesure 5,7 mm.
Les mâles mesurent de 4,6 à 6,2 mm et les femelles de 5,4 à 6,9 mm.

## Systématique et taxinomie
Cette espèce a été décrite par Kratochvíl en 1936.
Ischyropsalis ruffoi a été placée en synonymie par Juberthie en 1963.

## Étymologie
Cette espèce est nommée en l'honneur d'Embrik Strand.

## Publication originale
- Kratochvíl, 1936 : « Ischyropsalis Strandi nov. sp., un Opilion cavernicole nouveau d’Italie. » Festschrift zum 60. Geburtstage von Professor Dr. Embrik Strand, vol. 1, p. 248–251.